# Brug 126
Brug 126 is een vaste brug in Amsterdam-Centrum. 
Ze overspant de Egelantiersgracht in de Jordaan in Amsterdam. De brug verbindt de Tweede Leliedwarsstraat met de Derde Egelantiersdwarsstraat. Er ligt hier waarschijnlijk al een brug sinds de aanleg van de gracht.  
De huidige brug (2017) is een bouwwerk uit 1921, naar een ontwerp van de Publieke Werken, waar toen architect J.M. van der Mey verantwoordelijk was voor de bruggen. Zijn naam ontbreekt echter op het ontwerp, de brug wordt opgegeven als "van het bureau van". Van der Mey’s hand is terug te vinden in de Amsterdamse school-elementen bij de landhoofden en de uitkragende walkanten. De balustrades zijn typisch 18e-eeuws smeedwerk. De brug is een zusje van de brug 125. Net als die brug wordt brug 126 omringd door gemeentelijke en rijksmonumenten.

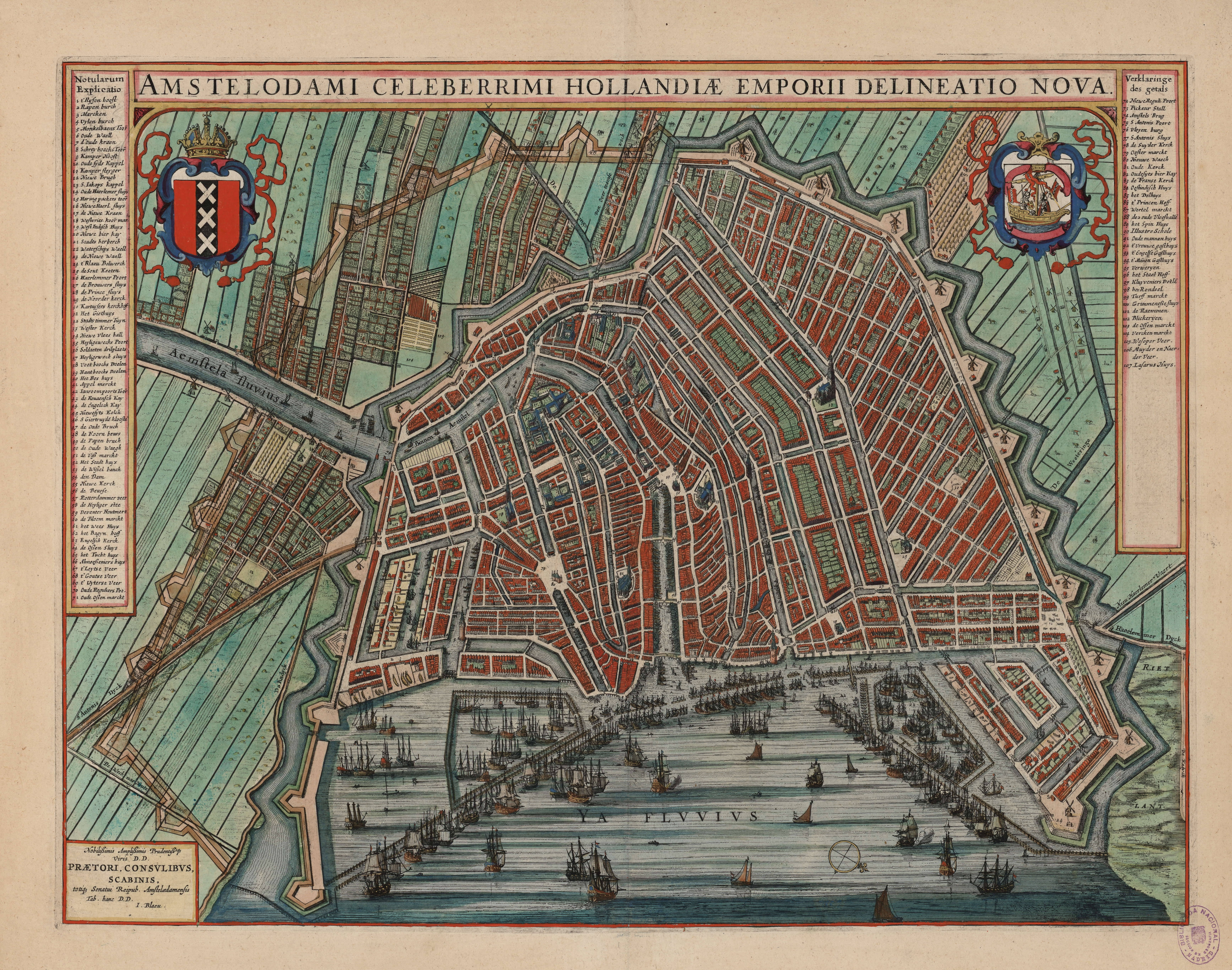
De brug is op de kaart van J.Blaeu uit 1649 al aangegeven

<<< · 100 · 101 · 102 · 103 ·  105 · 106 · 107 · 108 · 109 ·  110 · 111 · 112 · 113 · 114 · 115 · 116 · 117 · 118 · 119 · 120 · 121 · 122 · 123 · 124 · 125 · 126 · 127 · 128 · 129 · 130 · 131 · 132 · 135 · 136 · 137 · 138 · 139 · 140 · 141 · 142 · 143 · 144 · 145 · 146 · 147 · 148 · 149 ·  150 · 151 · 152 · 155 · 156 · 159 · 160 · 161 · 162 · 163 · 164 · 165 · 166 · 167 · 168 · 169 ·  170 · 171 · 172 · 173 · 174 · 175 · 176 · 177 · 178 · 179 · 180 · 181 · 182 · 183 · 184 · 185 · 186 · 187 · 189 · 190 · 191 · 192 · 193 · 194 · 195 · 196 · 198 · 199 · >>>
Brugnummers 104, 133, 134, 153, 154, 157, 158, 188 en 197 zijn niet (meer) in gebruik.